# Pedro Camacho Felizes

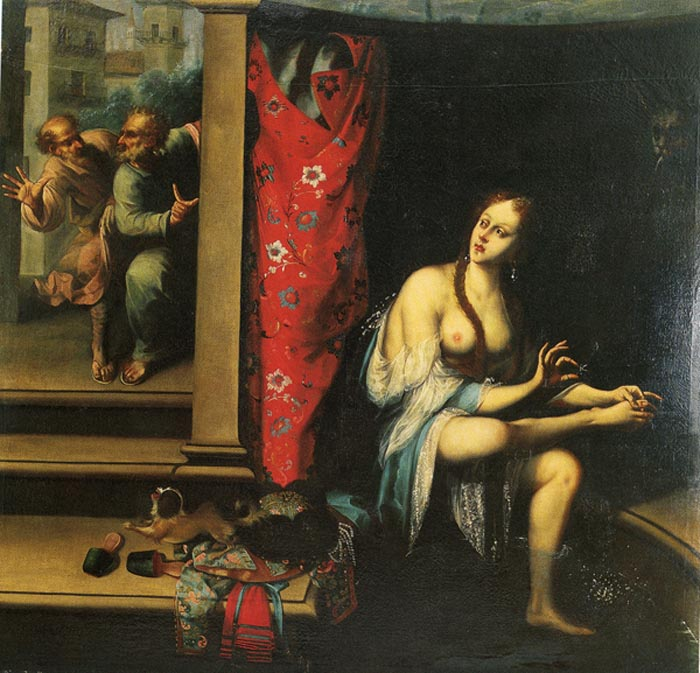
Susana en el baño, Lorca, Casa de Guevara.

Pedro Camacho Felizes de Alisén (Lorca, 1644-1716) fue un pintor barroco español, activo en la región de Murcia, a quien caracteriza lo peculiar de su estilo dramático y desenfadado, aunque su factura sea descuidada y con frecuencia recurra a estampas ajenas en sus composiciones.

## Biografía
Nacido en Lorca (Murcia) el 22 de junio de 1644 y bautizado en la iglesia de San Cristóbal, se desconoce todo lo relativo a su formación como pintor, que pudo tener lugar en la misma ciudad de Lorca, donde se citan como posibles maestros un par de pintores de escasa entidad. Es posible que completase su formación en Murcia, donde se le documenta realizando tasaciones de cuadros en 1678. A esta etapa parece corresponder el cuadro de La Porciúncula del convento de Verónicas de Murcia, de factura seca y evidentes incorrecciones. 
Establecido en Lorca en 1678, aspiró, al tiempo que sentaba plaza como pintor, a consolidar una posición económica y social dentro de la élite local, solicitando al Concejo el reconocimiento de su condición de hidalgo. Un año más tarde contrajo matrimonio ventajoso con una prima, María de Torres Maldonado, viuda de un platero, lo que le iba a permitir estrechar los vínculos con los notables de la ciudad y acrecentar su hacienda. Especialmente fructífero llegaría a ser el trato con Juan de Guevara, quien le iba a encargar una importante serie de pinturas para su recién concluido palacio, la llamada Casa de Guevara o de las Columnas.
Un viaje a Granada en la década de los noventa, para resolver cuestiones legales en la Chancillería, acreditado en un documento de compra de un esclavo a su cuñado, le pondrá en contacto con la pintura de Alonso Cano y otros maestros andaluces, influyendo decisivamente en la producción pictórica de sus últimos años, en los que aclarará la paleta y desterrará las rígidas formas geométricas de su anterior pintura por una mejor comprensión del espacio.
El prestigio alcanzado como pintor y su posición social le permitirán, además, trascender el ámbito local. En 1700 se trasladó a Orihuela donde los dominicos le habían encargado para la iglesia de su convento de Santo Domingo dos grandes lienzos, La confirmación de la Orden de Predicadores por el Papa Honorio III y La aparición de la Virgen con el Niño a Santo Domingo, que quizá sea la más correcta de sus obras, con la Virgen sobre un trono de nubes rodeada por santos dominicos y al pie, de rodillas, santo Domingo de Guzmán, en un espacio perspectivo bien resuelto y tratado con una efectista iluminación claroscurista de tonos pálidos violáceos.

## La serie de pinturas para la Casa de Guevara

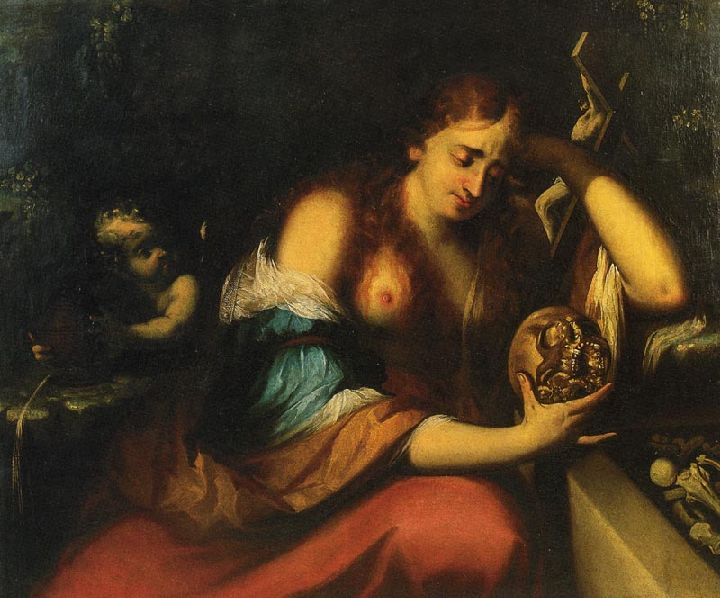
Magdalena penitente, Lorca (Murcia), Casa de Guevara.

En 1694 Juan de Guevara encargó al pintor alrededor de veinte cuadros para decorar su residencia, concluida por las mismas fechas. Conservados en el mismo lugar para el que se pintaron, se encuentra en ellos lo más personal de Pedro Camacho, con todos sus defectos y virtudes. Junto a algunos lienzos de devoción particular, incluyendo un par de cabezas cortadas de los santos Juan Evangelista y Atanasio, y un óleo de Santiago en batalla que, con la Caída de Saulo, iba destinado al despacho de don Juan, recordando su condición de caballero santiaguista, la parte mayor del encargo comprendía un grupo de cuadros que, según las anotaciones e inventarios estudiados por Muñoz Clares, formaban parte de una serie concebida con fines didácticos y moralizadores. Dispuestos según un orden determinado en el estrado -habitación de uso doméstico para las mujeres-, la selección de sus asuntos respondía a un programa dirigido a la educación femenina, en el que se proponían como modelos heroínas bíblicas y alegorías de las virtudes. 
Dentro del programa iconográfico, La escala de Jacob y el Sueño de José invitaban a las doncellas de la familia -Guevara era padre de dos hijas- a estar atentas a los designios divinos, revelados en el sueño, ya se orientasen a la vida contemplativa, representada en las figuras de Santa Clara y Santa Isabel, o al matrimonio y la descendencia, cuyos modelos se encontraban en Las hijas de Lot y el abrazo de San Joaquín y Santa Ana. El mensaje se completaba con las alegorías de las virtudes cardinales y algunas figuras femeninas que, fuese cual fuese el estado elegido, servían como modelos de virtudes y de ejemplo en la práctica de las obras de misericordia: La Samaritana, La caridad romana, Ester, La Magdalena, Susana y los viejos, Santa Teresa y el Entierro de Cristo.